# Émile Bosc

a Compétitions nationales et continentales officielles uniquement.

b Matchs officiels uniquement.
Émile Bosc, né le 6 octobre 1912 à Magalas et mort le 23 avril 2002 à Béziers, est un joueur de rugby à XV et de rugby à XIII international français évoluant au poste d'ailier ou de centre dans les années 1930.
Natif de Magalas, il évolue dans les années 1930 au club de l'AS Béziers en rugby à XV aux côtés de Baptiste Carbo et Étienne Cougnenc. En conflit avec la direction du club de Béziers et entamant une grève, la fédération française de rugby à XV décide de radier Bosc contre l'avis du club biterrois. Ce dernier décide alors de franchir le rubicon un an après l'arrivée du rugby à XIII en France en s'engageant pour le XIII Catalan basé à Perpignan. Ce choix est un succès sportif puisqu'il remporte le Championnat de France en 1936 et la  Coupe de France en 1939 aux côtés de François Noguères, Augustin Saltraille, André Bruzy et Jep Maso.
Parallèlement, ses performances l'amènent à côtoyer l'équipe de France et Bosc dispute trois rencontres internationales contre le Pays de Galles, l'Angleterre et l'Australie. L'entrée de la France dans la guerre et l'interdiction du rugby à XIII en France l'amène à stopper sa carrière.

## Biographie
Un conflit éclate au sein du club de Béziers entre les joueurs et la direction du club, les premiers considérant que la composition de l'équipe devait s'inspirer de l'avis du capitaine et que certains joueurs n'ont pas leur place sur le terrain. Le club de Béziers refuse d'en discuter et les met en demeure en remontant l'information auprès de la fédération française de rugby à XV. Deux semaines plus tard, le club accepte de réintégrer les trois joueurs concernés (Bosc, Adrien Maurel et Raoul Lavagne) mais tous apprennent que la fédération a décidé sans les avoir convoqué de leur radiation à la stupéfaction du président M. Guy. Bosc acte la décision et, tout comme ses deux partenaires, rejoint le rugby à XIII en signant pour le XIII Catalan.

## Palmarès

### Rugby à XV

#### En club
| Saison    | Saison     | Championnat           | Championnat | Championnat | Championnat | Championnat | Championnat | Championnat |
| Saison    | Saison     | Compétition           | M           | Pts         | Ess.        | Pén.        | Tr.         | Dp.         |
| --------- | ---------- | --------------------- | ----------- | ----------- | ----------- | ----------- | ----------- | ----------- |
| 1932-1933 | AS Béziers | Championnat de France | ?           | -           | -           | -           | -           | -           |
| 1933-1934 | AS Béziers | Championnat de France | ?           | -           | -           | -           | -           | -           |
| 1934-1935 | AS Béziers | Championnat de France | ?           | -           | -           | -           | -           | -           |

### Rugby à XIII
- Collectif : 
  - Vainqueur du Championnat de France : 1936 (XIII Catalan).
  - Vainqueur de la Coupe de France : 1939 (XIII Catalan).
  - Finaliste du Championnat de France : 1937 (XIII Catalan).

#### Détails en sélection
| Matchs internationaux d'Émile Bosc | Matchs internationaux d'Émile Bosc | Matchs internationaux d'Émile Bosc | Matchs internationaux d'Émile Bosc | Matchs internationaux d'Émile Bosc | Matchs internationaux d'Émile Bosc | Matchs internationaux d'Émile Bosc | Matchs internationaux d'Émile Bosc | Matchs internationaux d'Émile Bosc | Matchs internationaux d'Émile Bosc | Matchs internationaux d'Émile Bosc | Matchs internationaux d'Émile Bosc |
|                                    | Date                               | Adversaire                         | Résultat                           | Compétition                        | Poste                              | Points                             | Essais                             | Pen.                               | Drops                              |                                    |                                    |
| ---------------------------------- | ---------------------------------- | ---------------------------------- | ---------------------------------- | ---------------------------------- | ---------------------------------- | ---------------------------------- | ---------------------------------- | ---------------------------------- | ---------------------------------- | ---------------------------------- | ---------------------------------- |
| sous les couleurs de la France     |                                    |                                    |                                    |                                    |                                    |                                    |                                    |                                    |                                    |                                    |                                    |
| 1.                                 | 6 décembre 1936                    | Pays de Galles                     | 3-9                                | Test-match                         | Centre                             | 3                                  | 1                                  | -                                  | -                                  |                                    |                                    |
| 2.                                 | 10 avril 1937                      | Angleterre                         | 9-23                               | Test-match                         | Centre                             | -                                  | -                                  | -                                  | -                                  |                                    |                                    |
| 3.                                 | 1er janvier 1938                   | Australie                          | 6-35                               | Test-match                         | Centre                             | -                                  | -                                  | -                                  | -                                  |                                    |                                    |

#### Statistiques
| Saison    | Saison       | Championnat           | Championnat | Coupe           | Coupe      | Sélection | Sélection | Sélection | Sélection | Sélection | Sélection | Sélection |
| Saison    | Saison       | Comp.                 | Class.      | Comp.           | Class.     | Comp.     | M         | Pts       | Ess.      | Buts      | Dp.       |           |
| --------- | ------------ | --------------------- | ----------- | --------------- | ---------- | --------- | --------- | --------- | --------- | --------- | --------- | --------- |
| 1935-1936 | XIII Catalan | Championnat de France | Champion    | Coupe de France | 1/4 finale |           |           |           |           |           |           |           |
| 1936-1937 | XIII Catalan | Championnat de France | Finaliste   | Coupe de France | Finaliste  |           | 2         | 3         | 1         | -         | -         |           |
| 1937-1938 | XIII Catalan | Championnat de France | 1/4 finale  | Coupe de France | 1/2 finale |           | 1         | -         | -         | -         | -         |           |
| 1938-1939 | XIII Catalan | Championnat de France | 5e          | Coupe de France | Vainqueur  |           |           |           |           |           |           |           |